# Torstorp, Aneby kommun
Torstorp är en av SCB sedan 2023 avgränsad och definierad småort i Aneby kommun i Jönköpings län. 
Småorten är belägen i Bälaryds socken väster om Aneby och norr om Skärsjösjön.